# Macroteleia discors
Macroteleia discors är en stekelart som beskrevs av Muesebeck 1977. Macroteleia discors ingår i släktet Macroteleia och familjen Scelionidae. Inga underarter finns listade i Catalogue of Life.